# كيلت-4Ab
كيلت 4 أي بي (بالإنجليزية: KELT-4AB)‏ هو كوكب خارج المجموعة الشمسية يدور حول النجم KELT-4A. ويبعد 685 سنة ضوئية ويقع في كوكبة الأسد. وتم اكتشاف الكوكب في عام 2015 بواسطة التلسكوب كيلت وبطريقة العبور.